# Lexy & K-Paul
Lexy & K-Paul egy DJ-duó Berlinből, amely főleg elektronikus tánczenét játszik. Lexy polgári neve Alexander Gerlach (*Drezda, NDK, 1976. január 14.), K-Paul polgári neve Kai Michael Paul – egykoron Kai Michael Fuchs (* Berlin, 1973. november 5.) Lexy a Die Raketen (A rakéták) nevű projektnek is, amely Adel Diorból és Jan-Eric Scholzból áll. K-Paul megalakított egy duót Fuchs und Horn (Fuchs és Horn) néven Hornnnal.
2007-ig a WestBam tulajdonában álló Low Spirit adta ki számaikat, amikor is megalapították saját kiadójukat MusicIsMusic néven, amely a Kontor Records forgalmaz. 

## Történet
A duó 1999-ben alakult, 2000-ben debütáltak első albumukkal a Low Spirit kiadónál amely a Loud nevet kapta. Ez már felkerült a német 100-as listára. Rá egy évre, 2001-ben Lexy együtt szerepelt Mark Spoonnal a be.angeled című Roman Kuhn-filmben.
Ugyanebben az évben elnyerték a fiatal tehetségek díját a 2001-es Echo-díjon. Ezt nemzetközi klub- és fesztiválfellépések követték. Remixerként is aktivizálták magukat, és albumaikon együttműködtek számos énekessel és rapperrel. 2004-ben a Love Me Babe című szám lett az egyik legnagyobb slágerük.
Ezekben az években rendszeresen turnéztak Magyarországon is, az évenként megrendezett Mayday-fesztiválokon rendszeresen adtak elő. Ezen kívül a Németországban megrendezett Loveparade fesztiválok egyik állandónak mondható előadói is voltak.
2005-ben megjelent a „The DVD”, amely a zenekar hat éves történetének vizuális feldolgozását jelentette, minden videóval, hangos kommentárral, werkfilmekkel és interjúkkal.
2007 óta publikálják saját kiadójukon a MusicIsMusic kiadót, amelyet a Kontor Records terjeszt, beleértve a Komisch Electronic DJ mix -összeállításokat.

## Diszkográfia

### Albumok
| Év   | Cím (Kiadó)                                                  | Helyezés (Időtartam) | Megjegyzés                    |
| ---- | ------------------------------------------------------------ | -------------------- | ----------------------------- |
| 2000 | Loud Low Spirit                                              | 100. (egy hétig)     | Megjelenés: 2000. október 16. |
| 2003 | East End Boys Low Spirit                                     | 69. (egy hétig)      | Megjelenés: 2003. május 5.    |
| 2007 | Trash Like Us musicismusic                                   | 86. (egy hétig)      | Megjelenés: 2007. május 10.   |
| 2008 | Komisch Elektronisch musicismusic                            | –                    | Megjelenés: 2008. március 14. |
| 2009 | Abrakadabra Kontor Records                                   | 56. (egy hétig)      | Megjelenés: 2009. március 13. |
| 2011 | Psycho musicismusic                                          | 48. (két hétig)      | Megjelenés: 2011. május 13.   |
| 2012 | Komisch Elektronisch Part 2 musicismusic / Kontor Records    | –                    | Megjelenés: 2012. január 20.  |
| 2013 | Attacke musicismusic / Kontor Records                        | 51. (egy hétig)      | Megjelenés: 2013. április 12. |
| 2014 | Komisch Elektronisch Part 3 musicismusic / Kontor Records    | –                    | Megjelenés: 2014. május 30.   |
| 2015 | Gassenhauer – Rework 1999-2005 musicismusic / Kontor Records | 92. (egy hétig)      | Megjelenés: 2015. június 26.  |
| 2018 | Peilschnarten musicismusic / Kontor Records                  | –                    | Megjelenés: 2018. április 6.  |

### Dalok
| Év   | Cím Album                        | Helyezés (Időtartam) | Megjegyzés                                       |
| ---- | -------------------------------- | -------------------- | ------------------------------------------------ |
| 1999 | The Greatest DJ Loud             | 51. (hat hétig)      | Megjelenés: 1999. október 25.                    |
| 2000 | Electric Kingdom Loud            | 77. (egy hétig)      | Megjelenés: 2000. március 27.                    |
| 2000 | Freak Loud                       | 20. (14 hétig)       | Megjelenés: 2000. augusztus 14.                  |
| 2001 | You’re the One Loud              | 27. (nyolc hétig)    | Megjelenés: 2001. március 12.                    |
| 2002 | Let’s Play East End Boys         | 26. (kilenc hétig)   | Megjelenés: 2002. március 18.(feat. Atomek Dogg) |
| 2002 | Der Fernsehturm East End Boys    | 68. (egy hétig)      | Megjelenés: 2002. augusztus 19.                  |
| 2003 | Girls Get It First East End Boys | 43. (hat hétig)      | Megjelenés: 2003. április 3.                     |
| 2003 | Dancing East End Boys            | 45. (hét hétig)      | Megjelenés: 2003. október 13.                    |
| 2004 | Love Me Babe                     | 50. (kilenc hétig)   | Megjelenés: 2004. március 15.                    |
| 2004 | Vicious Love                     | 48. (kilenc hétig)   | Megjelenés: 2004. november 29.                   |
| 2005 | Happy Zombies                    | 84. (egy hétig)      | Megjelenés: 2005. június 13.                     |
| 2007 | Wide Road Trash Like Us          | 85. (hat hétig)      | Megjelenés: 2007. május 11. (feat. Dorian E)     |

további zeneszámok
- 2007: Ponyboy
- 2008: The Clap
- 2009: If I Gave You My Digits
- 2009: Trick on Me
- 2013: Your Name
- 2014: Killing Me
- 2016: Inner Slave

### Videóalbumok
- 2005: Lexy & K-Paul – The DVD